# Secunia
Secunia est une entreprise danoise spécialisée dans la sécurité informatique, notamment dans le suivi de vulnérabilités logicielles.
Secunia assure aussi le suivi actif des virus informatiques. Secunia a acquis une certaine réputation avec la découverte de vulnérabilités Zero day dans Internet Explorer et d'autres programmes couramment utilisés.

## Secunia Personal Software Inspector
Secunia propose un logiciel, Secunia Personal Software Inspector, qui a pour vocation d'indiquer à l'utilisateur les failles de sécurité. Il propose un moyen de les combler et est ainsi un garant de la vie privée et de la sécurité de l'ordinateur. Le logiciel est gratuit pour un usage privé et disponible dans 26 langues dont le français.
Secunia Personal Software Inspector a été retiré le 20 avril 2018.